# Хансен, Хери
Хе́ри Ха́нсен (фар. Heri Hansen; род. 21 ноября 1968 года в Тофтире, Фарерские острова) — бывший фарерский футболист, защитник, выступавший за клуб «Б68».

## Карьера
Хери является воспитанником тофтирского «Б68». Он дебютировал за свой клуб 27 августа 1988 года в матче чемпионата Фарерских островов против столичного «ХБ». Это была единственная игра защитника в его первом сезоне на взрослом уровне. В 1989 году он принял участие в 5 встречах фарерского первенства. Во второй половине сезона-1990 Хери стал основным защитником тофтирцев, отыграв 9 матчей в высшей лиге. После его окончания защитник принял решение оставить футбол ради учёбы. Хери дважды возвращался в футбол: в 1994 и 1999 годах он выступал за «Б68 II» в первом и втором дивизионах соответственно, а затем окончательно завершил свои выступления.

## Статистика выступлений
| Выступление      | Выступление      | Выступление      | Лига | Лига | Кубки | Кубки | Еврокубки | Еврокубки | Прочие | Прочие | Итого | Итого |
| Клуб             | Лига             | Сезон            | Игры | Голы | Игры  | Голы  | Игры      | Голы      | Игры   | Голы   | Игры  | Голы  |
| ---------------- | ---------------- | ---------------- | ---- | ---- | ----- | ----- | --------- | --------- | ------ | ------ | ----- | ----- |
| Б68              | Премьер-лига     | 1988             | 1    | 0    | 0     | 0     | 0         | 0         | 0      | 0      | 1     | 0     |
| Б68              | Премьер-лига     | 1989             | 5    | 0    | 0     | 0     | 0         | 0         | 0      | 0      | 5     | 0     |
| Б68              | Премьер-лига     | 1990             | 9    | 0    | 1     | 0     | 0         | 0         | 0      | 0      | 10    | 0     |
| Б68              | Итого            | Итого            | 15   | 0    | 1     | 0     | 0         | 0         | 0      | 0      | 16    | 0     |
| Б68 II           | Первый дивизион  | 1994             | 4    | 0    | 0     | 0     | 0         | 0         | 0      | 0      | 4     | 0     |
| Б68 II           | Второй дивизион  | 1999             | 2    | 0    | 0     | 0     | 0         | 0         | 0      | 0      | 2     | 0     |
| Б68 II           | Итого            | Итого            | 6    | 0    | 0     | 0     | 0         | 0         | 0      | 0      | 6     | 0     |
| Всего за карьеру | Всего за карьеру | Всего за карьеру | 21   | 0    | 1     | 0     | 0         | 0         | 0      | 0      | 22    | 0     |